# Charte des paysans
La Charte des paysans est une déclaration de principe, adoptée par les 145 gouvernements représentés à la Conférence Mondiale sur la Réforme Agraire et le Développement Rural (en anglais WCARRD) que la FAO a organisée à Rome en 1979.
Les droits des paysans :
1. proviennent de leurs contributions passées, présentes et futures à la conservation de la nature, la modification et l'échange de ressources phytogénétiques
2. l'innovation qu'ils ont apportée dans le domaine de l'élaboration de plantes est un processus collectif et cumulatif. Ce sont donc des communautés agricoles et non des individus isolés qui doivent être investies de ces droits
3. dérivent de leurs contributions intellectuelles à l'obtention de graines et de ressources phytogénétiques
4. sont une composante nécessaire de la conservation de la biodiversité
5. les semences ne sont ni la propriété privée d'agriculteurs individuels, ni le patrimoine commun de l'humanité. Elles constituent une ressource commune appartenant aux communautés agricoles locales qui les ont produites et conservées.
6. comprennent les droits des agriculteurs à la sécurité écologique.
7. comprennent les droits des agriculteurs en tant que consommateurs, lesquels supposent une information sur le produit vendu et ses impacts écologiques et des possibilités de choix.
8. passent par des restrictions sur les monopoles et par le droit des agriculteurs à défier les monopoles des producteurs de semences.
9. comprennent le droit à la sécurité alimentaire des productions agricoles
10. comprennent le droit à produire des aliments divers et nourrissants